# Das außergewöhnliche Buch

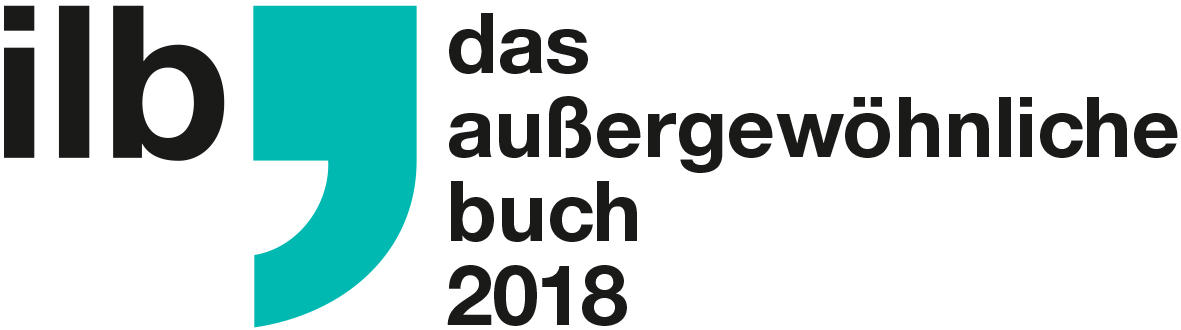
Logo des Außergewöhnlichen Buches (2018)

Prämiert als Außergewöhnliches Buch: Der kleine Prinz von Antoine de Saint-Exupéry

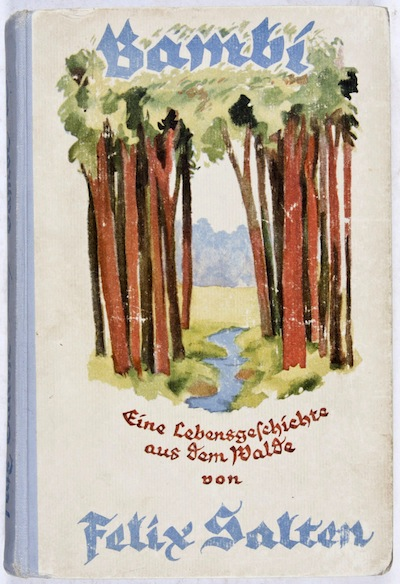
Prämiert als Außergewöhnliches Buch: Bambi von Felix Salten

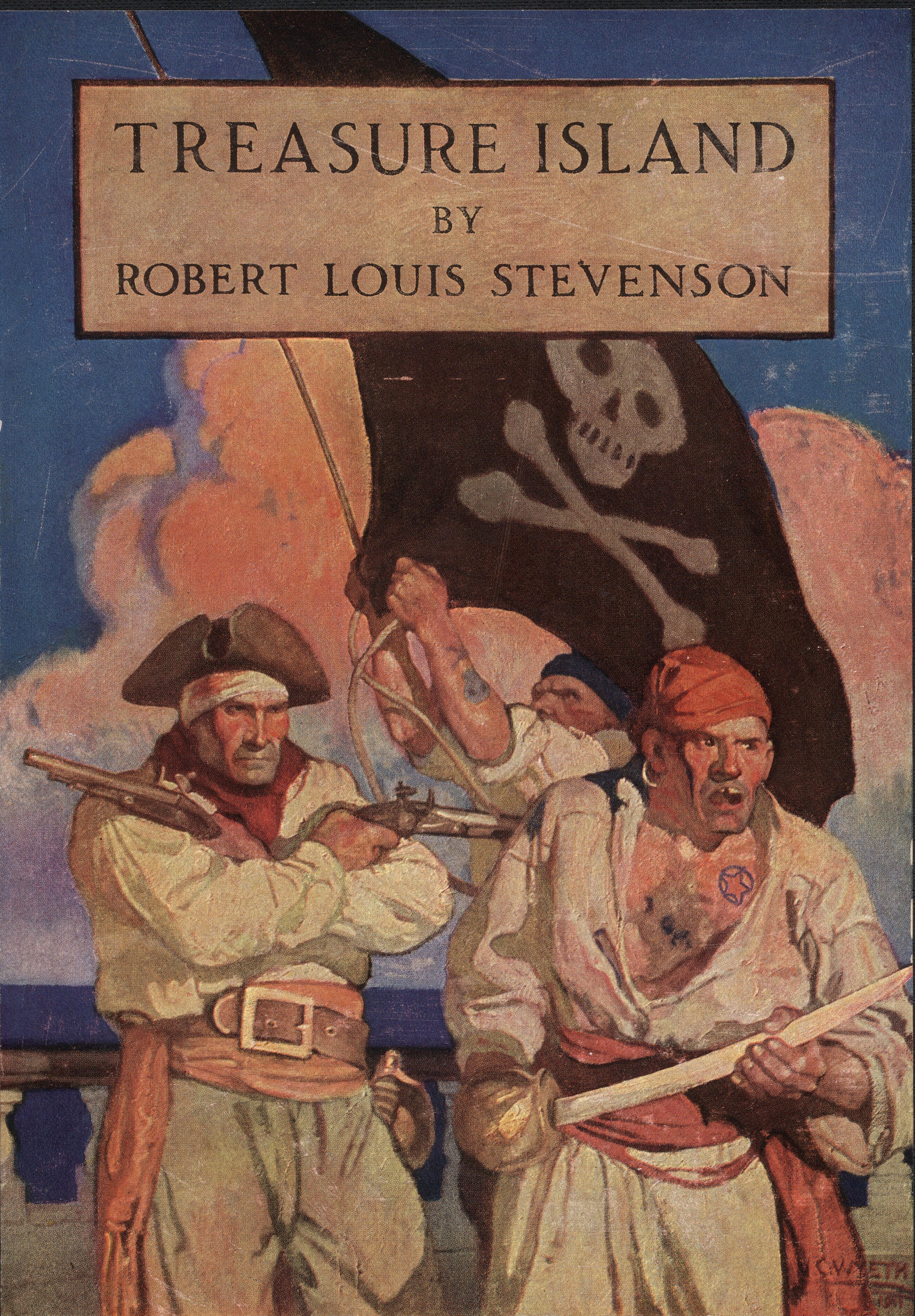
Prämiert als Außergewöhnliches Buch: Die Schatzinsel von Robert Louis Stevenson

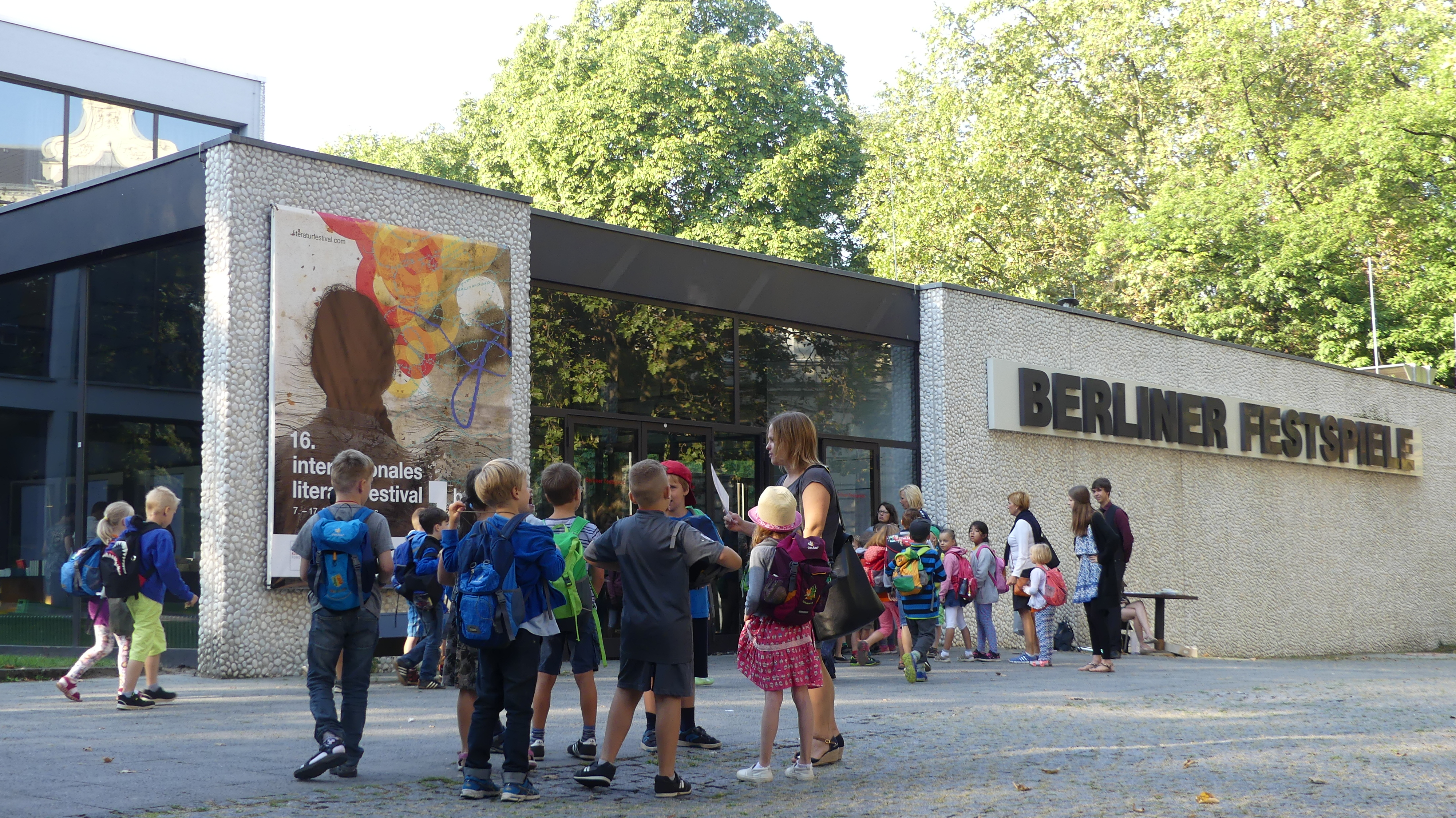
Präsentationsort der Außergewöhnlichen Bücher: Haus der Berliner Festspiele

Das außergewöhnliche Buch ist ein internationaler Kinder- und Jugendliteraturpreis, mit dem ästhetisch bemerkenswerte Bücher für Kinder, Jugendliche und junge Erwachsene gewürdigt werden. Die undotierte Auszeichnung wird seit 2012 jedes Jahr im September von der Sektion Internationale Kinder- und Jugendliteratur des Internationalen Literaturfestivals Berlin vergeben. 
Mit sechs Auszeichnungen wurden Bücher von Michael Ende am häufigsten ausgezeichnet. Meistprämierte Bücher sind Momo von Michael Ende, Ronja Räubertochter von Astrid Lindgren und Ein neues Land von Shaun Tan, die jeweils viermal ausgezeichnet wurden.

## Auswahlverfahren
Die Außergewöhnlichen Bücher werden von einer jährlich wechselnden Jury ausgewählt, die aus den Autoren und Illustratoren besteht, die in der Sektion Internationale Kinder- und Jugendliteratur des Internationalen Literaturfestivals Berlin auftreten. Seit 2022 sind auch Gewinner des THEO und Mitwirkende des Treffens junger Autor*innen, die jeweils im Vorprogramm der Sektionslesungen auftreten, Teil der Jury. 
Jeder Juror wählt jeweils ein auszuzeichnendes Buch aus, das laut dem Juror bemerkenswert sein muss und sich an Kinder, Jugendliche oder junge Erwachsene richtet. Mitglieder der Jury waren unter anderem Azouz Begag, John Boyne, Jennifer Clement, Roddy Doyle, Jón Gnarr, David Graeber, Olivier Guez, Robert Habeck, Mieko Kawakami, Navid Kermani, Geert Mak, Scott McCloud, David Van Reybrouck, Boualem Sansal, Riad Sattouf, Raoul Schrott und Meg Wolitzer. Von 2012 bis 2022 zeichneten 271 Juroren 286 Bücher mit dem Preis aus.
Als Außergewöhnliche Bücher wurden bislang unter anderem Die unsichtbaren Städte von Italo Calvino, Don Quijote von Miguel de Cervantes, Die Abenteuer des Pinocchio von Carlo Collodi, Charlie und die Schokoladenfabrik von Roald Dahl, Die unendliche Geschichte von Michael Ende, das Tagebuch von Anne Frank, der Struwwelpeter von Heinrich Hoffmann, die Odyssee von Homer, Der kleine Prinz von Antoine de Saint-Exupéry, Die Schatzinsel von Robert Louis Stevenson und Reise um die Erde in 80 Tagen von Jules Verne prämiert.
Die Außergewöhnlichen Bücher werden im Zeitraum des Internationalen Literaturfestivals Berlin im Haus der Berliner Festspiele und in der Philipp-Schaeffer-Bibliothek in Berlin ausgestellt. Nach Festivalende sind die Bücher dauerhaft in der Schaeffer-Bibliothek ausleihbar. Die Auszeichnung wurde von Christoph Rieger initiiert.

## Mehrfachauszeichnungen
Verschiedene Autoren und Illustratoren bzw. Bücher wurden mehrfach mit der Auszeichnung prämiert.

### Autoren und Illustratoren
Ein Autor wurde sechsfach ausgezeichnet:
- Michael Ende für Der satanarchäolügenialkohöllische Wunschpunsch (2018), Die unendliche Geschichte (2019) und Momo (2012, 2013, zweimal 2019)

Drei Autoren wurden fünffach ausgezeichnet:
- Roald Dahl für Charlie und die Schokoladenfabrik (2018), Danny oder Die Fasanenjagd (2015, 2016), Ich sehe was, was du nicht siehst (2020) und Sophiechen und der Riese (2017)
- Astrid Lindgren für Mio, mein Mio (2012) und Ronja Räubertochter (2012, 2018, 2019, 2021)
- Shaun Tan für Die Fundsache (2016) und Ein neues Land (2013, 2015, 2016, 2019)

Fünf Autoren wurden dreifach ausgezeichnet:
- David Almond für Zeit des Mondes (2016, 2020, 2021)
- Nadia Budde für Such dir was aus, aber beeil dich! (2014, 2021) und Vor meiner Tür auf einer Matte (2016)
- Tonke Dragt für Der Brief für den König (2020), Meere von Zeit – Auf der anderen Seite der Tür (2015) und Turmhoch und meilenweit (2016)
- Erich Kästner für Der 35. Mai oder Konrad reitet in die Südsee (2013) und Emil und die Detektive (2015, 2017)
- Mark Twain für Die Abenteuer des Huckleberry Finn (2017), Die Abenteuer des Tom Sawyer (2019), Durch dick und dünn (2014)

### Bücher
Drei Bücher wurden vierfach ausgezeichnet:
- Momo von Michael Ende (2012, 2013, zweimal 2019)
- Ronja Räubertochter von Astrid Lindgren (2012, 2018, 2019, 2021)
- Ein neues Land von Shaun Tan (2013, 2015, 2016, 2019)

Ein Buch wurde dreifach ausgezeichnet:
- Zeit des Mondes von David Almond (2016, 2020, 2021)

Vierzehn Bücher wurden zweifach ausgezeichnet:
- Unten am Fluss von Richard Adams (2018, 2020)
- Such dir was aus, aber beeil dich! von Nadia Budde (2014, 2021)
- Don Quijote von Miguel de Cervantes (2016, 2020)
- Der Alchimist von Paulo Coelho (2012, 2019)
- Danny oder Die Fasanenjagd von Roald Dahl (2015, 2016)
- Die tolle Maus aus Marzahn, die alles reparieren kann von Umar Gadziev (zweimal 2021)
- Emil und die Detektive von Erich Kästner (2015, 2017)
- Der goldene Kompass von Philip Pullman (2012, 2014)
- Philosophie des Abendlandes von Bertrand Russell (2012, 2013)
- Löcher – Die Geheimnisse von Green Lake von Louis Sachar (2013, 2014)
- Der Fluss von Alessandro Sanna (2016, 2018)
- Wo der Gehweg endet von Shel Silverstein (2014, 2016)
- Die Schatzinsel von Robert Louis Stevenson (2012, 2014)
- Donnergrollen, hör mein Schrei'n von Mildred D. Taylor (2017, 2021)
- Brown Girl Dreaming von Jacqueline Woodson (2016, 2018)